# Liste der Nummer-eins-Hits in Norwegen (2021)
Diese Liste der Nummer-eins-Hits basiert auf der offiziellen norwegischen VG-Lista (Top 40 Singles und Alben) im Jahr 2021, veröffentlicht durch IFPI Norwegen.

## Singles
| ← 2020 ← | Liste der Nummer-eins-Hits in Norwegen | Liste der Nummer-eins-Hits in Norwegen     | Liste der Nummer-eins-Hits in Norwegen | 2022 → |
| \| Zeitraum \| Wo. ges. \| Interpret \| Titel Autor(en) \| Zusätzliche Informationen \| \| (Zeitraum, Wochen auf Platz eins, Interpret, Titel, Autor[en], zusätzliche Informationen) \| \| \| \| \| \| ----------------------------------------------------------------------------------------- \| -------- \| ------------------------------------------ \| ---------------------------------------------------------------------------------------------------------------------------------------------------------------------------------------- \| --------------------------------------------------------------------------------------------------------------------------------------------------------------------------------------------------------------------------------- \| \| 53. Woche 2020 – 1. Woche 2021 2 Wochen (insgesamt 3) \| 3 \| The Kid Laroi \| Without You Omer Fedi, Blake Slatkin, William Thomas Walsh, Charlton Kenneth Jeffrey Howard \| – \| \| 2.–6. Woche 5 Wochen \| 5 \| Olivia Rodrigo \| Drivers License Daniel Leonard Nigro, Olivia Rodrigo \| – \| \| 7. Woche 1 Woche (insgesamt 2) \| 2 \| Emma Steinbakken \| Jeg glemmer deg aldri Aslag Haugen, Arne Moslåtten \| – \| \| 8. Woche 1 Woche \| 1 \| Tix \| Ut av mørket Andreas Andresen Haukeland \| Das Lied war in der englischen Version Fallen Angel der norwegische Beitrag zum Eurovision Song Contest 2021 \| \| 9. Woche 1 Woche (insgesamt 2) \| 2 \| Emma Steinbakken \| Jeg glemmer deg aldri Aslag Haugen, Arne Moslåtten \| – \| \| 10.–11. Woche 2 Wochen \| 2 \| Nathan Evans \| Wellerman Traditional \| – \| \| 12.–13. Woche 2 Wochen \| 2 \| Justin Bieber feat. Daniel Caesar & Giveon \| Peaches Justin Drew Bieber, Giveon D. Evans, Bernard Alexander Harvey, Ashton D. Simmonds, Andrew Wotman \| – \| \| 14.–16. Woche 3 Wochen \| 3 \| Lil Nas X \| Montero (Call Me by Your Name) Montero Lamar Hill, David Charles Marshall Biral, Denzel Michael Akil Baptiste, Rosario Peter Lenzo IV, Omer Fedi \| – \| \| 17.–19. Woche 3 Wochen \| 3 \| Halva Priset feat. Maria Mena \| Den fineste Chevy’n Petter Bjørklund Kristiansen, Hans-Marius Indahl, Karl Emil Haglund, Lars Støvland, Steinar Borvik, Maria Victoria Mena \| – \| \| 20. Woche 1 Woche \| 1 \| Tix \| Engel, ikke dra Andreas Andresen Haukeland \| – \| \| 21.–26. Woche 6 Wochen \| 6 \| Olivia Rodrigo \| Good 4 U Daniel Leonard Nigro, Olivia Rodrigo, Hayley Nichole Williams, Joshua Neil Farro \| – \| \| 27. Woche 1 Woche \| 1 \| Ed Sheeran \| Bad Habits Edward Christopher Sheeran, Johnny McDaid, Frederick John Philip Gibson \| – \| \| 28.–38. Woche 11 Wochen \| 11 \| The Kid Laroi & Justin Bieber \| Stay Charlton Kenneth Jeffrey Howard, Justin Drew Bieber, Blake Slatkin, Charles Otto Puth Jr., Magnus August Høiberg, Michael John Mulé, Isaac John De Boni, Omer Fedi, Subhaan Rahmaan \| – \| \| 39.–41. Woche 3 Wochen \| 3 \| CKay \| Love Nwantiti (Ah Ah Ah) Chukwuka Chukwuma Ekweani \| – \| \| 42.–44. Woche 3 Wochen (insgesamt 5) \| 5 \| Adele \| Easy on Me Gregory Allen Kurstin, Adele Laurie Blue Adkins \| – \| \| 45. Woche 1 Woche \| 1 \| Benson Boone \| Ghost Town Benson Boone, Justin Thomas Daly, Nolan Winfield Sipe, Tushar Apte \| – \| \| 46.–47. Woche 2 Wochen (insgesamt 5) \| 5 \| Adele \| Easy on Me Gregory Allen Kurstin, Adele Laurie Blue Adkins \| – \| \| 48. Woche 1 Woche \| 1 \| Helene Olafsen \| Ludvig Daae Erik Gustaf Smaaland, Helene Olafsen, Stian Thorbjørnsen \| Mit Hilfe von Musiker Staysman und Produzent Smaaland macht die ehemalige Snowboardweltmeisterin aus ihrem ersten Auftritt beim Songwettbewerb Norges nye megahit einen Nummer-eins-Hit. Im Showfinale belegt sie später Platz 2. \| \| 49.–50. Woche 2 Wochen (insgesamt 15) \| 15 \| Sia \| Snowman Sia Kate Furler, Gregory Allen Kurstin \| Im fünften Weihnachtsanlauf seit 2017 schafft es das Lied bis an die Spitze. \| \| 51. Woche 1 Woche \| 1 \| Truls Svendsen & Charlotte Smith \| Når julefreden senker seg Anders Nilsen, Preben Sælid Andersen, Sandra Lyng Haugen[1], Daniel Kvammen, Charlotte Smith, Truls Svendsen \| Am Ende gewinnt ein besinnliches Weihnachtslied bei Norges nye megahit und Komiker und Moderator Svendsen gelingt im Duett der zweite Nummer-eins-Hit der neuen Show. \| \| 52. Woche 1 Woche \| 1 \| Astrid S \| Når snøen smelter Astrid Smeplass, Carl-Viktor Guttormsen \| Ein Winterlied bringt der Sängerin aus Rennebu ihren zweiten Nummer-eins-Hit nach dem internationalen Erfolg Think Before I Talk im Jahr 2017. \| |                                        |                                            | | |
| ← 2020 |                                        |                                            | | → 2022 → |
| Zeitraum | Wo. ges.                               | Interpret                                  | Titel Autor(en) | Zusätzliche Informationen |
| (Zeitraum, Wochen auf Platz eins, Interpret, Titel, Autor[en], zusätzliche Informationen) |                                        |                                            | | |
| 53. Woche 2020 – 1. Woche 2021 2 Wochen (insgesamt 3) | 3                                      | The Kid Laroi                              | Without You Omer Fedi, Blake Slatkin, William Thomas Walsh, Charlton Kenneth Jeffrey Howard                                                                                              | – |
| 2.–6. Woche 5 Wochen | 5                                      | Olivia Rodrigo                             | Drivers License Daniel Leonard Nigro, Olivia Rodrigo | – |
| 7. Woche 1 Woche (insgesamt 2) | 2                                      | Emma Steinbakken                           | Jeg glemmer deg aldri Aslag Haugen, Arne Moslåtten | – |
| 8. Woche 1 Woche | 1                                      | Tix                                        | Ut av mørket Andreas Andresen Haukeland | Das Lied war in der englischen Version Fallen Angel der norwegische Beitrag zum Eurovision Song Contest 2021 |
| 9. Woche 1 Woche (insgesamt 2) | 2                                      | Emma Steinbakken                           | Jeg glemmer deg aldri Aslag Haugen, Arne Moslåtten | – |
| 10.–11. Woche 2 Wochen | 2                                      | Nathan Evans                               | Wellerman Traditional | – |
| 12.–13. Woche 2 Wochen | 2                                      | Justin Bieber feat. Daniel Caesar & Giveon | Peaches Justin Drew Bieber, Giveon D. Evans, Bernard Alexander Harvey, Ashton D. Simmonds, Andrew Wotman                                                                                 | – |
| 14.–16. Woche 3 Wochen | 3                                      | Lil Nas X                                  | Montero (Call Me by Your Name) Montero Lamar Hill, David Charles Marshall Biral, Denzel Michael Akil Baptiste, Rosario Peter Lenzo IV, Omer Fedi                                         | – |
| 17.–19. Woche 3 Wochen | 3                                      | Halva Priset feat. Maria Mena              | Den fineste Chevy’n Petter Bjørklund Kristiansen, Hans-Marius Indahl, Karl Emil Haglund, Lars Støvland, Steinar Borvik, Maria Victoria Mena                                              | – |
| 20. Woche 1 Woche | 1                                      | Tix                                        | Engel, ikke dra Andreas Andresen Haukeland | – |
| 21.–26. Woche 6 Wochen | 6                                      | Olivia Rodrigo                             | Good 4 U Daniel Leonard Nigro, Olivia Rodrigo, Hayley Nichole Williams, Joshua Neil Farro                                                                                                | – |
| 27. Woche 1 Woche | 1                                      | Ed Sheeran                                 | Bad Habits Edward Christopher Sheeran, Johnny McDaid, Frederick John Philip Gibson | – |
| 28.–38. Woche 11 Wochen | 11                                     | The Kid Laroi & Justin Bieber              | Stay Charlton Kenneth Jeffrey Howard, Justin Drew Bieber, Blake Slatkin, Charles Otto Puth Jr., Magnus August Høiberg, Michael John Mulé, Isaac John De Boni, Omer Fedi, Subhaan Rahmaan | – |
| 39.–41. Woche 3 Wochen | 3                                      | CKay                                       | Love Nwantiti (Ah Ah Ah) Chukwuka Chukwuma Ekweani | – |
| 42.–44. Woche 3 Wochen (insgesamt 5) | 5                                      | Adele                                      | Easy on Me Gregory Allen Kurstin, Adele Laurie Blue Adkins | – |
| 45. Woche 1 Woche | 1                                      | Benson Boone                               | Ghost Town Benson Boone, Justin Thomas Daly, Nolan Winfield Sipe, Tushar Apte | – |
| 46.–47. Woche 2 Wochen (insgesamt 5) | 5                                      | Adele                                      | Easy on Me Gregory Allen Kurstin, Adele Laurie Blue Adkins | – |
| 48. Woche 1 Woche | 1                                      | Helene Olafsen                             | Ludvig Daae Erik Gustaf Smaaland, Helene Olafsen, Stian Thorbjørnsen | Mit Hilfe von Musiker Staysman und Produzent Smaaland macht die ehemalige Snowboardweltmeisterin aus ihrem ersten Auftritt beim Songwettbewerb Norges nye megahit einen Nummer-eins-Hit. Im Showfinale belegt sie später Platz 2. |
| 49.–50. Woche 2 Wochen (insgesamt 15) | 15                                     | Sia                                        | Snowman Sia Kate Furler, Gregory Allen Kurstin | Im fünften Weihnachtsanlauf seit 2017 schafft es das Lied bis an die Spitze. |
| 51. Woche 1 Woche | 1                                      | Truls Svendsen & Charlotte Smith           | Når julefreden senker seg Anders Nilsen, Preben Sælid Andersen, Sandra Lyng Haugen, Daniel Kvammen, Charlotte Smith, Truls Svendsen                                                      | Am Ende gewinnt ein besinnliches Weihnachtslied bei Norges nye megahit und Komiker und Moderator Svendsen gelingt im Duett der zweite Nummer-eins-Hit der neuen Show.                                                             |
| 52. Woche 1 Woche | 1                                      | Astrid S                                   | Når snøen smelter Astrid Smeplass, Carl-Viktor Guttormsen | Ein Winterlied bringt der Sängerin aus Rennebu ihren zweiten Nummer-eins-Hit nach dem internationalen Erfolg Think Before I Talk im Jahr 2017.                                                                                    |

## Alben
| ← 2020 ← | Liste der Nummer-eins-Hits in Norwegen | Liste der Nummer-eins-Hits in Norwegen | Liste der Nummer-eins-Hits in Norwegen      | 2022 → |
| \| Zeitraum \| Wo. ges. \| Interpret \| Titel \| Zusätzliche Informationen \| \| (Zeitraum, Wochen auf Platz eins, Interpret, Titel, zusätzliche Informationen) \| \| \| \| \| \| ------------------------------------------------------------------------------ \| -------- \| --------------------------- \| ------------------------------------------- \| ------------------------------------------------------------------------------------------------------------------------------------------------------------------------------------------------------------ \| \| 53. Woche 2020 – 5. Woche 2021 6 Wochen \| 6 \| The Kid Laroi \| F*ck Love \| – \| \| 6.–10. Woche 5 Wochen (insgesamt 16) \| 16 \| The Weeknd \| After Hours \| – \| \| 11. Woche 1 Woche \| 1 \| Stig Brenner & Unge Ferrari \| Hvite duer, sort magi \| – \| \| 12.–19. Woche 8 Wochen \| 8 \| Justin Bieber \| Justice \| – \| \| 20. Woche 1 Woche \| 1 \| J. Cole \| The Off-Season \| – \| \| 21.–29. Woche 9 Wochen (insgesamt 10) \| 10 \| Olivia Rodrigo \| Sour \| – \| \| 30. Woche 1 Woche \| 1 \| The Kid Laroi \| Fuck Love 3: Over You \| – \| \| 31.–33. Woche 3 Wochen \| 3 \| Billie Eilish \| Happier Than Ever \| – \| \| 34. Woche 1 Woche (insgesamt 10) \| 10 \| Olivia Rodrigo \| Sour \| – \| \| 35. Woche 1 Woche (insgesamt 2) \| 2 \| Kanye West \| Donda \| – \| \| 36. Woche 1 Woche \| 1 \| Drake \| Certified Lover Boy \| – \| \| 37. Woche 1 Woche (insgesamt 2) \| 2 \| Kanye West \| Donda \| – \| \| 38.–43. Woche 6 Wochen \| 6 \| Lil Nas X \| Montero \| – \| \| 44. Woche 1 Woche \| 1 \| Ed Sheeran \| = \| – \| \| 45. Woche 1 Woche \| 1 \| ABBA \| Voyage \| – \| \| 46. Woche 1 Woche \| 1 \| Taylor Swift \| Red (Taylor’s Version) \| – \| \| 47.–48. Woche 2 Wochen (insgesamt 3) \| 3 \| Adele \| 30 \| – \| \| 49. Woche 1 Woche (insgesamt 16) \| 16 \| Michael Bublé \| Christmas (Deluxe 10th Anniversary Edition) \| Bei der Erstveröffentlichung 2011 war das Album schon einmal auf Platz 1 gewesen und danach alle Jahre wieder in die Top 10 zurückgekehrt, aber erst das 10-jährige Jubiläum bringt es an die Spitze zurück. \| \| 50. Woche 1 Woche (insgesamt 29) \| 29 \| Kurt Nilsen & KORK \| Have Yourself a Merry Little Christmas \| – \| \| 51.–52. Woche 2 Wochen (insgesamt 16) \| 16 \| Michael Bublé \| Christmas (Deluxe 10th Anniversary Edition) \| – \| |                                        |                                        |                                             | |
| ← 2020 |                                        |                                        |                                             | → 2022 → |
| Zeitraum | Wo. ges.                               | Interpret                              | Titel                                       | Zusätzliche Informationen |
| (Zeitraum, Wochen auf Platz eins, Interpret, Titel, zusätzliche Informationen) |                                        |                                        |                                             | |
| 53. Woche 2020 – 5. Woche 2021 6 Wochen | 6                                      | The Kid Laroi                          | F*ck Love                                   | – |
| 6.–10. Woche 5 Wochen (insgesamt 16) | 16                                     | The Weeknd                             | After Hours                                 | – |
| 11. Woche 1 Woche | 1                                      | Stig Brenner & Unge Ferrari            | Hvite duer, sort magi                       | – |
| 12.–19. Woche 8 Wochen | 8                                      | Justin Bieber                          | Justice                                     | – |
| 20. Woche 1 Woche | 1                                      | J. Cole                                | The Off-Season                              | – |
| 21.–29. Woche 9 Wochen (insgesamt 10) | 10                                     | Olivia Rodrigo                         | Sour                                        | – |
| 30. Woche 1 Woche | 1                                      | The Kid Laroi                          | Fuck Love 3: Over You                       | – |
| 31.–33. Woche 3 Wochen | 3                                      | Billie Eilish                          | Happier Than Ever                           | – |
| 34. Woche 1 Woche (insgesamt 10) | 10                                     | Olivia Rodrigo                         | Sour                                        | – |
| 35. Woche 1 Woche (insgesamt 2) | 2                                      | Kanye West                             | Donda                                       | – |
| 36. Woche 1 Woche | 1                                      | Drake                                  | Certified Lover Boy                         | – |
| 37. Woche 1 Woche (insgesamt 2) | 2                                      | Kanye West                             | Donda                                       | – |
| 38.–43. Woche 6 Wochen | 6                                      | Lil Nas X                              | Montero                                     | – |
| 44. Woche 1 Woche | 1                                      | Ed Sheeran                             | =                                           | – |
| 45. Woche 1 Woche | 1                                      | ABBA                                   | Voyage                                      | – |
| 46. Woche 1 Woche | 1                                      | Taylor Swift                           | Red (Taylor’s Version)                      | – |
| 47.–48. Woche 2 Wochen (insgesamt 3) | 3                                      | Adele                                  | 30                                          | – |
| 49. Woche 1 Woche (insgesamt 16) | 16                                     | Michael Bublé                          | Christmas (Deluxe 10th Anniversary Edition) | Bei der Erstveröffentlichung 2011 war das Album schon einmal auf Platz 1 gewesen und danach alle Jahre wieder in die Top 10 zurückgekehrt, aber erst das 10-jährige Jubiläum bringt es an die Spitze zurück. |
| 50. Woche 1 Woche (insgesamt 29) | 29                                     | Kurt Nilsen & KORK                     | Have Yourself a Merry Little Christmas      | – |
| 51.–52. Woche 2 Wochen (insgesamt 16) | 16                                     | Michael Bublé                          | Christmas (Deluxe 10th Anniversary Edition) | – |

## Jahreshitparaden
| ← 2020 ← | Liste der Nummer-eins-Hits in Norwegen | Liste der Nummer-eins-Hits in Norwegen                | Liste der Nummer-eins-Hits in Norwegen | 2022 →   |
| \| Singles \| Position# \| Alben \| \| ---------------------------------------------------------------------------------------------------------------------------------------------------------------------------------------------------------------------- \| --------- \| ----------------------------------------------------- \| \| Den fineste Chevy’n Halva Priset feat. Maria Mena Petter Bjørklund Kristiansen, Hans-Marius Indahl, Karl Emil Haglund, Lars Støvland, Steinar Borvik, Maria Victoria Mena \| 1 \| Sour Olivia Rodrigo \| \| Smilet i ditt eget speil Chris Holsten Christoffer Holsten, Alexander Fallo, Benjamin Elis Giørtz, Lars Kristian Rosness, Synne Vorkinn \| 2 \| Justice Justin Bieber \| \| Stay The Kid Laroi & Justin Bieber Charlton Kenneth Jeffrey Howard, Justin Drew Bieber, Blake Slatkin, Charles Otto Puth Jr., Magnus August Høiberg, Michael John Mulé, Isaac John De Boni, Omer Fedi, Subhaan Rahmaan \| 3 \| F*ck Love The Kid Laroi \| \| Bad Habits Ed Sheeran Edward Christopher Sheeran, Johnny McDaid, Frederick John Philip Gibson \| 4 \| After Hours The Weeknd \| \| Save Your Tears The Weeknd Martin Karl Sandberg, Abel Tesfaye, Ahmad Balshe, Oscar Thomas Holter, Jason Matthew Quenneville \| 5 \| Shoot for the Stars, Aim for the Moon Pop Smoke \| \| Drivers License Olivia Rodrigo Daniel Leonard Nigro, Olivia Rodrigo \| 6 \| Future Nostalgia Dua Lipa \| \| Good 4 U Olivia Rodrigo Daniel Leonard Nigro, Olivia Rodrigo, Hayley Nichole Williams, Joshua Neil Farro \| 7 \| Planet Her Doja Cat \| \| Jeg glemmer deg aldri Emma Steinbakken Aslag Haugen, Arne Moslåtten \| 8 \| Divinely Uninspired to a Hellish Extent Lewis Capaldi \| \| Somebody Dagny Dagny Norvoll Sandvik, Lasse Michelsen, Cato Sundberg, Kent Sundberg \| 9 \| Happier Than Ever Billie Eilish \| \| Sju fjell El Papi Adrian E. Haugen, Ashti Waledkhani, Magnus Nadheim \| 10 \| Donda Kanye West \| |                                        |                                                       |                                        |          |
| ← 2020 |                                        |                                                       |                                        | → 2022 → |
| Singles | Position#                              | Alben                                                 |                                        |          |
| Den fineste Chevy’n Halva Priset feat. Maria Mena Petter Bjørklund Kristiansen, Hans-Marius Indahl, Karl Emil Haglund, Lars Støvland, Steinar Borvik, Maria Victoria Mena | 1                                      | Sour Olivia Rodrigo                                   |                                        |          |
| Smilet i ditt eget speil Chris Holsten Christoffer Holsten, Alexander Fallo, Benjamin Elis Giørtz, Lars Kristian Rosness, Synne Vorkinn | 2                                      | Justice Justin Bieber                                 |                                        |          |
| Stay The Kid Laroi & Justin Bieber Charlton Kenneth Jeffrey Howard, Justin Drew Bieber, Blake Slatkin, Charles Otto Puth Jr., Magnus August Høiberg, Michael John Mulé, Isaac John De Boni, Omer Fedi, Subhaan Rahmaan | 3                                      | F*ck Love The Kid Laroi                               |                                        |          |
| Bad Habits Ed Sheeran Edward Christopher Sheeran, Johnny McDaid, Frederick John Philip Gibson | 4                                      | After Hours The Weeknd                                |                                        |          |
| Save Your Tears The Weeknd Martin Karl Sandberg, Abel Tesfaye, Ahmad Balshe, Oscar Thomas Holter, Jason Matthew Quenneville | 5                                      | Shoot for the Stars, Aim for the Moon Pop Smoke       |                                        |          |
| Drivers License Olivia Rodrigo Daniel Leonard Nigro, Olivia Rodrigo | 6                                      | Future Nostalgia Dua Lipa                             |                                        |          |
| Good 4 U Olivia Rodrigo Daniel Leonard Nigro, Olivia Rodrigo, Hayley Nichole Williams, Joshua Neil Farro | 7                                      | Planet Her Doja Cat                                   |                                        |          |
| Jeg glemmer deg aldri Emma Steinbakken Aslag Haugen, Arne Moslåtten | 8                                      | Divinely Uninspired to a Hellish Extent Lewis Capaldi |                                        |          |
| Somebody Dagny Dagny Norvoll Sandvik, Lasse Michelsen, Cato Sundberg, Kent Sundberg | 9                                      | Happier Than Ever Billie Eilish                       |                                        |          |
| Sju fjell El Papi Adrian E. Haugen, Ashti Waledkhani, Magnus Nadheim | 10                                     | Donda Kanye West                                      |                                        |          |